# Hermann Josef Mispelbaum

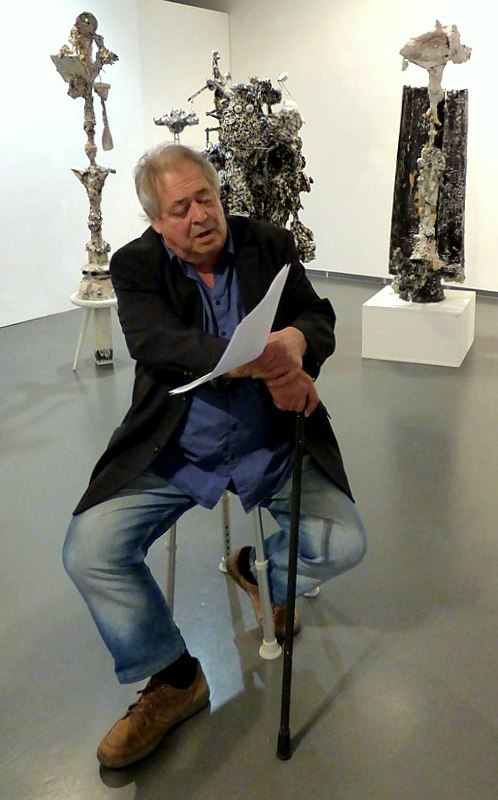
Hermann Josef Mispelbaum während der Ausstellung im Kulturwerk Aachen 2018

Hermann Josef Mispelbaum (* 1. Januar 1944 in Übach-Palenberg; † 7. November 2024) war ein deutscher Maler, Grafiker und Skulpteur.

## Leben
Im Anschluss an seine Schulausbildung begann Mispelbaum im Jahr 1960 mit der Ausbildung im Malerhandwerk, die er 1966 mit der Meisterprüfung abschloss. Zunächst arbeitete er im elterlichen Betrieb und entschloss sich 1967, ein Studium der angewandten Kunst sowie Malerei und Zeichnung an der Werkkunstschule Aachen bei Ernst Wille zu beginnen. Er schloss dieses Studium 1970 mit dem Staatsexamen ab. Anschließend absolvierte er von 1971 bis 1976 ein Studium der Freien Kunst an der Kunstakademie Düsseldorf und wurde Meisterschüler und Assistent von Rupprecht Geiger. In diese Zeit fielen von 1974 bis 1975 das Stipendiat der Studienstiftung des deutschen Volkes und in den Jahren 1975 bis 1976 Reisestipendien für England und Italien der C.-Rudolf-Poensgen-Stiftung, Düsseldorf.
In den Jahren 1977 und 1978 erhielt er einen Lehrauftrag für Malerei und Zeichnung an der Kunstakademie Düsseldorf. Von 1978 bis 2007 war er schließlich als freier Künstler in Düsseldorf tätig. Im Jahr 1990 wurde ihm der Villa-Romana-Preis, Florenz, verliehen, der ihm einen zehnmonatigen Aufenthalt in Florenz ermöglichte.
Mispelbaum lebte und arbeitete seit 2007 in Übach-Palenberg. Er war Mitglied im Deutschen Künstlerbund sowie im Westdeutschen Künstlerbund.

## Werk

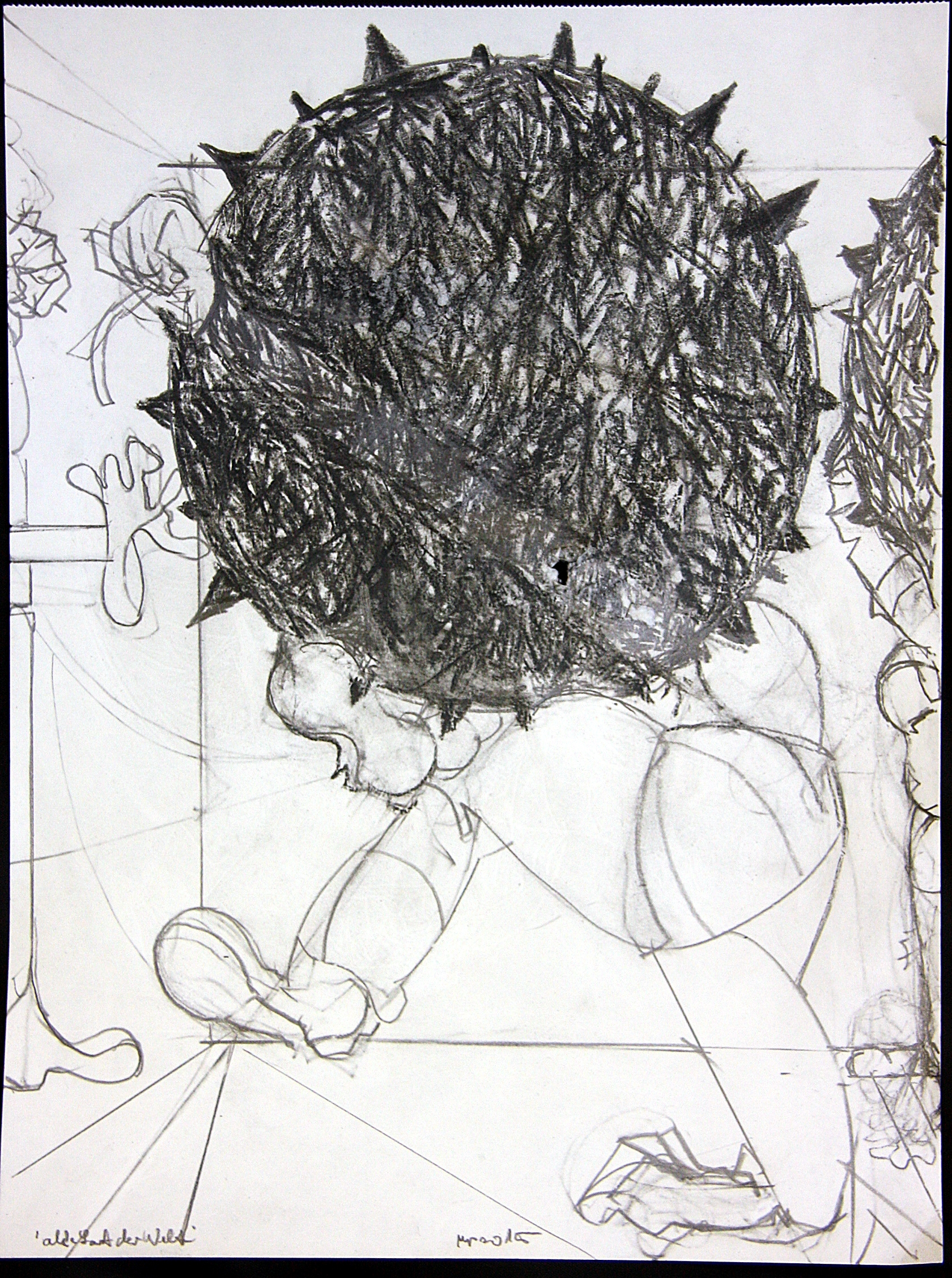
Hermann-Josef Mispelbaum, Bleistiftzeichnung auf Papier, Erdlast, 30 × 40 cm, 2015

Seit 1974 arbeitete Mispelbaum als freischaffender Künstler auf dem Gebiet der Zeichnung und erreichte dabei einen eigenen Weg. Mit großer Intensität hatte er vorzugsweise mit Graphitstiften verschiedener Härten in großen und kleinen Formaten auf Papier gearbeitet. Mispelbaum schuf Collagen mit Schere und Messer, schnitt aus Zeichnungen Figuren und Figurenteile. Diese fügte er in anderen Zeichnungen ein, bearbeitete sie weiter und durchmischte dabei mit Farbe, die häufig grau, weiß oder schwarz ist.
Um die Jahrhundertwende begann er, Skulpturen aus Pappe und Gips mit zum Teil in den Gips eingearbeiteten Objekten zu erstellen.

## Einzel- und Gruppenausstellungen (Auswahl)
- 1985: Handzeichnungen Emschertal-Museum, Herne
- 1989: Von der Heydt-Museum, Wuppertal
- 1992: Städtische Galerie Lüdenscheid
- 1992: Niederrheinischer Kunstverein, Städtisches Museum Wesel
- 1997: Augenzeugen Die Sammlung Hanck, Kunstmuseum Düsseldorf
- 2000: Arbeiten von 1996 bis 2000, Suermondt-Ludwig-Museum, Aachen
- 2001: Unterwegs – Stipendiaten der Akademie, Bayerische Akademie der Schönen Künste, München
- 2003: Euriade, De Kopermolen, Vaals (NL)
- 2004: Arbeiten aus zwei Jahrzehnten, Kunstmuseum Mülheim an der Ruhr
- 2004: Zeichnungen, Beck & Eggeling International Fine Art, Düsseldorf
- 2006: Offene Gitter, mit Dirk Gottfriedt, Begas Haus, Museum für Kunst und Regionalgeschichte Heinsberg[3]
- 2007: eigenhändig. Handzeichnungen. Westdeutscher Künstlerbund, Museum Bochum – Kunstsammlung
- 2007: Gemeinschaftsausstellung Freundschaftsspiel, mit Eugenie Degenaar, Künstler-Forum Schloss Zweibrüggen, Übach-Palenberg
- 2007: Zeichnungen und Skulpturen 1984–2007, Raum für Kunst (Kreissparkasse Heinsberg-Erkelenz)
- 2011: Gemeinschaftsausstellung: Mispelbaum Zeichnungen, Abraham David Christian, Skulpturen, Kunst aus Nordrhein-Westfalen, Aachen-Kornelimünster
- 2011: Kurios, Skulpturen und Zeichnungen, Galerie da entlang, Dortmund
- 2012: Malerei, Zeichnung, Skulptur, Künstler-Forum Schloss Zweibrüggen, Übach-Palenberg
- 2014: Kunstverein Region Heinsberg, 13 Positionen, Text: Ingrid Trantenroth-Scholz, Kuratorin
- 2017: Retrospektive, Zeichnung, Malerei, Skulptur, Forum für Kunst und Kultur, Herzogenrath
- 2018: mip san – Zeichnung, Malerei, Skulptur, Kulturwerk Aachen, Aachen Arkaden
- 2019: ene mene mei und du bist frei mit Plastiken, Collagen und Zeichnungen von Hermann-Josef Mispelbaum, Kunstverein Region Heinsberg im Horster Hof in Heinsberg-Unterbruch[4]
- 2020: Konsterniert – Nachrichten aus der Erdklinik; Skulpturen – Zeichnungen – Malerei, Künstler-Forum Schloss Zweibrüggen, Übach-Palenberg[5]
- 2021 Feinkost – Rohkost, Ausstellung Rudolf Löhrer und Hermann-Josef Mispelbaum in Galerie 45, Aachen[6]
- 2024: Hermann Josef Mispelbaum. Tiefgang der Linie, Suermondt-Ludwig-Museum im Kupferstichkabinett und Foyer:

## Werke für den öffentlichen Raum

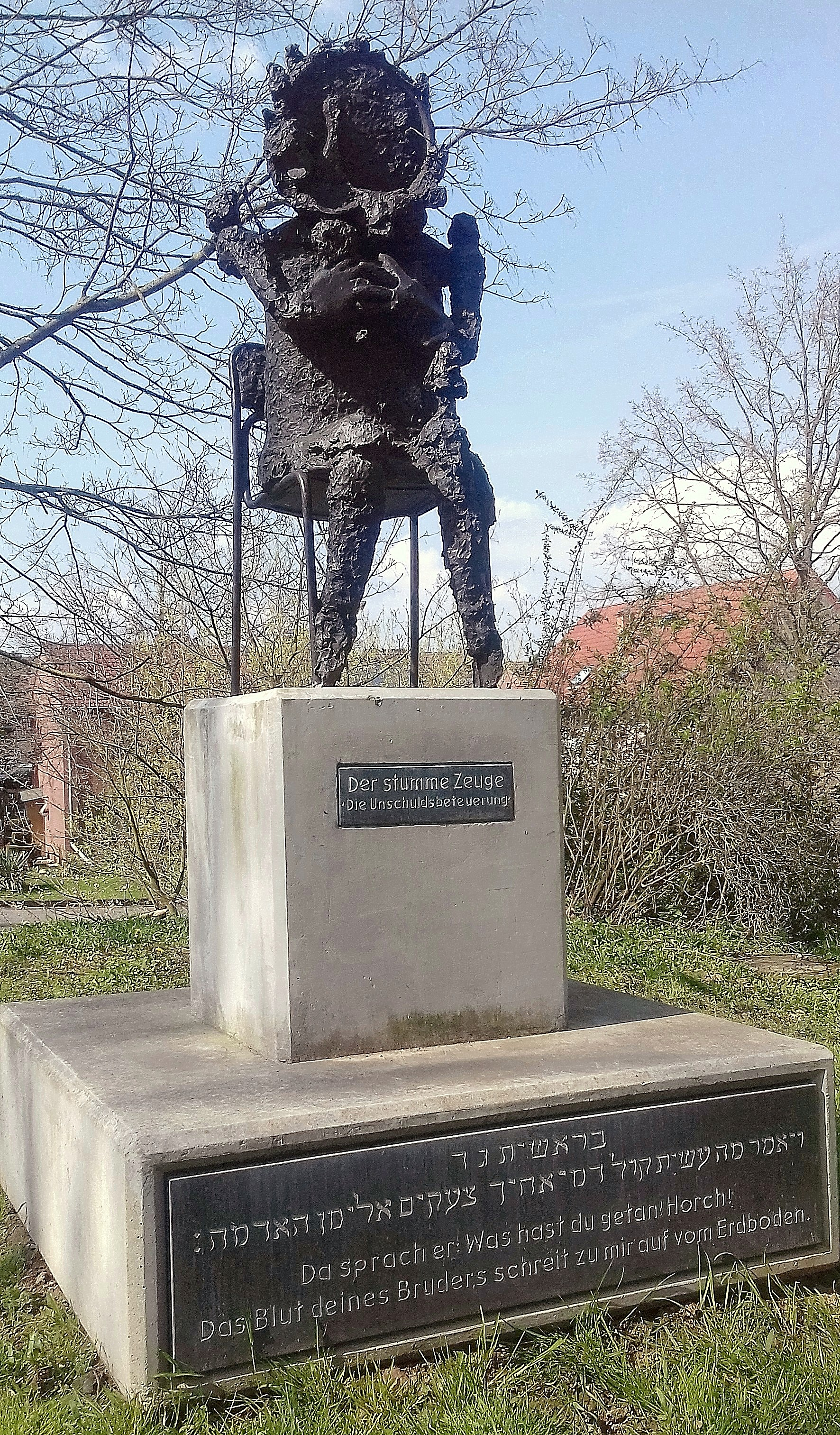
Skulptur Der stumme Zeuge

- Der stumme Zeuge – Die Unschuldsbeteuerung, Bronze-Skulptur, 136 × 65 × 54 cm, Gedenkstätte für die Opfer des Nationalsozialismus in Übach-Palenberg, 2014[7]

## Preise und Auszeichnungen
- 1976: Förderpreis für Bildende Kunst der Stadt Düsseldorf[8]
- 1990: Villa Romana-Preis, Florenz[9]
- 1990: Förderpreis für Bildende Kunst der Bayerischen Akademie der Schönen Künste[10]
- 2012: Kunst- und Kulturpreis der Stadt Übach-Palenberg[11]
- 2020: Ernennung zum Ehrenmitglied Künstler-Forum Schloss Zweibrüggen, Übach-Palenberg[12]

## Bibliografie (Auswahl)
- Friedrich W. Heckmann: Zu den Arbeiten von Hermann Josef Mispelbaum, im Katalog Förderpreis der Stadt Düsseldorf, 1976
- John Anthony Thwaites: Zu den Arbeiten von Hermann Josef Mispelbaum, im Katalog Kulturkreis Übach-Palenberg, 1978
- Alexander von Knorre: Gedanken zu den Arbeiten von Hermann Josef Mispelbaum in: Katalog Städtischen Galerie im Schlosspark Strünkede, Herne, 1985,
- John Matheson: Zu den Arbeiten von Hermann Josef Mispelbaum, im Katalog „Aus den Städten“, Kunstpalast Düsseldorf, 1987
- Stephan von Wiese: 10 Jahre SOHO in Düsseldorf – Unbemerkt, Katalog Brückenschlag – 1976–1987, Hermann-Josef Mispelbaum, Seiten 56 und 57, Dokumentationsausstellung, Inter-Art, Düsseldorf, 1987
- Karin Stempel: Zu den Arbeiten von Hermann Josef Mispelbaum, in Katalog: Mispelbaum – Arbeiten von 1986 bis 1988, Städtisches Museum Mülheim in der Alten Post, Mülheim a. d. Ruhr, 1988
- Ulrich Krempel: Mispelbaums Zeichenfenster, in Katalog Städtische Galerie Lüdenscheid, 1992
- Dagmar Preising, Christine Vogt: Zeichnen – Zwischen Sprechen und Verschweigen, in Katalog: Mip – Arbeiten von 1996 von 2000, Suermondt-Ludwig-Museum Aachen, 2000
- Dieter Röhnisch: Hermann Josef Mispelbaum, Seher und Zweifler, in: Katalog Galerie da entlang, Galerie für aktuelle Kunst, Dortmund, 2000
- Pia vom Dorp: Mispelbaum – Arbeiten in zwei Jahrzehnten, Museum Alte Post Mülheim a. d. Ruhr, 2004
- Bettina Baumgärtel: Hermann Josef Mispelbaum – Impulsivität und Reflexion, in: Katalog Raum für Kunst Aachen 2007
- Wolfgang Becker: Über die Arbeit des Hermann Josef Mispelbaum, in: Katalog Kunst aus NRW, Kornelimünster 2011
- Wolfgang Becker: Die unerwarteten „Grottesken“ des Hermann Josef Mispelbaum, in: Katalog Kulturwerk Aachen 2012
- Josef Gülpers:, Hermann Josef Mispelbaum und die unausgesetzte Ermittlung der Extremwerte, in: Katalog zum Kunst- und Kulturpreis Übach-Palenberg, Künstlerforum Schloss Zweibrüggen 2012
- Maria Engels: Leben für die Kunst, im Katalog Kunsthaus NRW Kornelimünster, Kornelimünster-Aachen, 2014